# Charles Morgan Paton
Charles Morgan Paton, britanski general, * 1896, † 1979.